# Charles Théodore Deeleman
Charles Théodore Deeleman (Amsterdam 11 december 1823 ― Weltevreden 13 februari 1884) was een Nederlands waterbouwkundig ingenieur, die vooral werkzaam was in Nederlands-Indië. Later in zijn leven was hij vooral als bouwkundige actief.

## Opleiding en werkkring bij de waterstaat

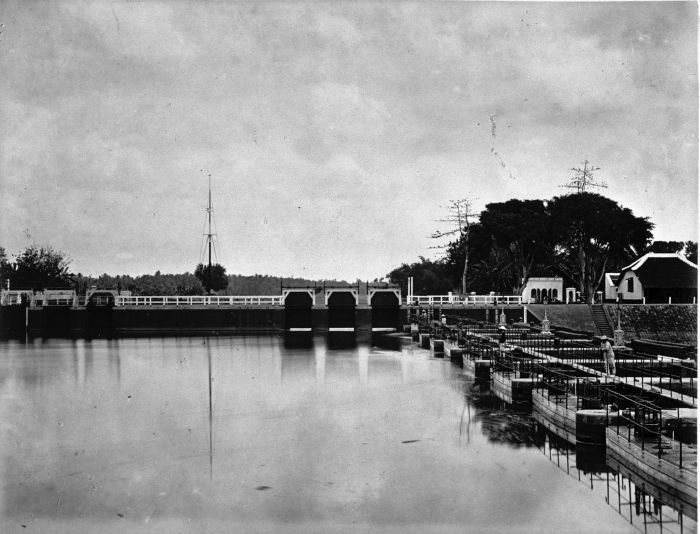
Sluizen in de rivier Brantas bij Lengkong

Na zijn eerste scholing in Amsterdam slaagde hij in 1840 na afgelegd examen voor cadet aan de Koninklijke Militaire Academie, en wel voor de genie, maar hij werd om gezondheidsredenen afgekeurd. Het volgende jaar deed hij weer examen en slaagde nu voor het vak van de Nederlands-Indische waterstaat, terwijl hij ditmaal lichamelijk werd goedgekeurd. In 1845 werd hij benoemd tot aspirant-ingenieur en is naar Nederlands-Indië vertrokken. Hij werd hij te Soerabaja geplaatst en in 1846 tot ingenieur 3e klasse bevorderd. Hij was hier werkzaam aan de bouw van de  Lengkong-sluizen in de rivier de Brantas bij Mojokerto in Oost-Java. In 1848 werd hij als eerstaanwezend ingenieur te Batavia geplaatst. Hier ontwierp hij een gebouw voor de tentoonstelling in 1853 te Batavia te houden. Uit vijf ontwerpen werd het zijne gekozen en met een prijs bekroond, terwijl hem de bouw werd opgedragen. Op 6 januari 1854 werd hij benoemd tot ingenieur 2e klasse.

## Bouwkundige

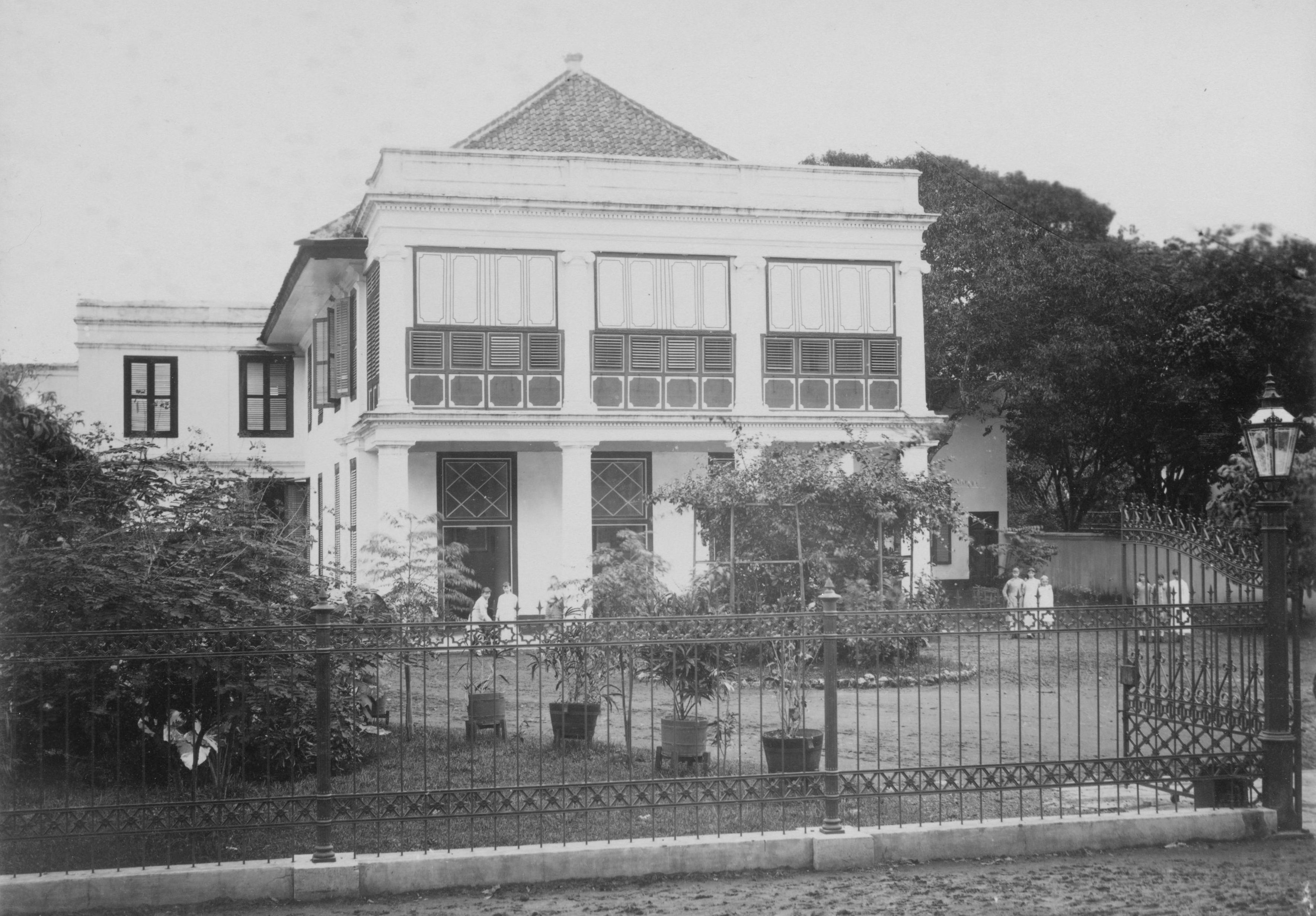
Ursulinenklooster Batavia

Maar in hetzelfde jaar associeerde hij zich met Etienne Chaulan, en richtten zij de firma Chaulan, Deeleman en Co. op, die zich hoofdzakelijk met woningbouw in Batavia en omstreken bezig hield, maar ook andere industrieën dreef. In verband hiermede nam hij ontslag uit de Rijksdienst. Hij vestigde zich toen te Weltevreden. Onder de door hem tot stand gebrachte gebouwen zijn te noemen het Krankzinnigengesticht te Buitenzorg (1882) en het Ursulinenklooster in Batavia (klooster Noordwijk).
Rond 1870 moesten de havenfaciliteiten voor Batavia verbeterd worden; hiervoor waren een aantal alternatieven beschikbaar, en er was nogal wat onenigheid over welke optie gekozen moeten worden. Er werd een commissie gevormd om hierover te adviseren, en Deeleman werd in deze commissie benoemd. De commissie vond (in tegenstelling tot de verantwoordelijke waterstaatsambtenaar Van Raders, dat een nieuw havenbekken bij de stad het beste zou zijn. Na de nodige discussies werd er een nieuwe commissie gevormd, waar Deeleman niet meer aan mee wilde werken. Uiteindelijk werd niet voor de optie bij de stad gekozen, maar voor een nieuwe haven bij Tanjong Priok

## Delman

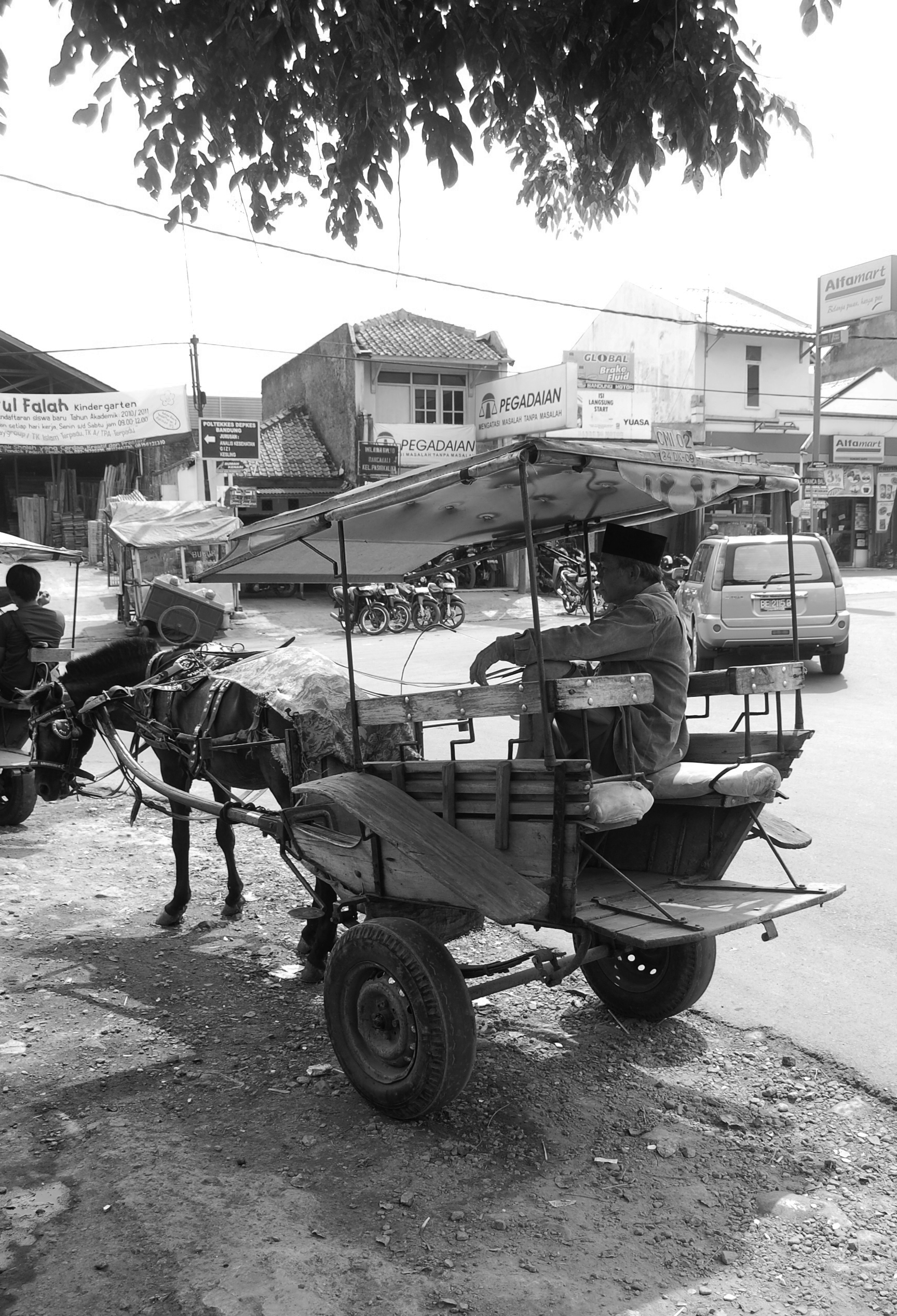
Delman

Deeleman is ook de "uitvinder" van een tweewielig wagentje dat nog steeds in Indonesië veel gebruikt wordt, en aangeduid wordt met de naam Delman. 

## Aquarellen en schetsen
Naast zijn beroepsmatige activiteiten heeft Deeleman ook een behoorlijk groot oeuvre van schetsen en aquarellen nagelaten. Een deel is daarvan ook uitgegeven in boekvorm. 

## Privé
Hij was de zoon van Jacob Deeleman Bom, hoofd van een Franse school in Amsterdam en Henriëtte Wilhelmina van Woelderen. Hij trouwde op 8 september 1847 in Batavia met Adriana Wilhelmine Tromp.
- Biografisch Portaal: 94126617
- Nederlandse Thesaurus van Auteursnamen: 139308148
- RKD-Nederlands Instituut voor Kunstgeschiedenis: 21358
- Virtual International Authority File: 285058966
- WorldCat: E39PBJgX84cBWG4KCckhmHXTpP